# 龙亭镇 (韩城市)
龙亭镇，是中华人民共和国陕西省渭南市韩城市一个已撤销的乡级行政区，2015年，陕西省民政厅批复同意撤销龙亭镇，将其所辖行政区域划归芝川镇。